# 二川村 (千葉県東葛飾郡)
二川村（ふたかわむら）は千葉県の北西部、東葛飾郡に属していた村。

## 地理
- 河川：利根川、江戸川

## 歴史
- 1889年（明治22年）4月1日 - 町村制施行により、古布内村、桐ヶ作村、新田戸村、東高野村、西高野村、中戸村、柏寺村、親野井村、次木村、東宝珠花村、平井村が合併し東葛飾郡二川村が成立する。

- 1955年（昭和30年）7月20日 - 東葛飾郡関宿町、木間ヶ瀬村と合併し関宿町を新設する。新しい町役場は旧二川村の東宝珠花に置かれる。